# Монтемерано
Монтемерано (итал. Montemerano) је насеље у Италији у округу Гросето, региону Тоскана.
Према процени из 2011. у насељу је живело 487 становника. Насеље се налази на надморској висини од 286 м.